# Prise de Verneuil (1449)
 (janvier 2023).
Pour les articles homonymes, voir Bataille de Verneuil.
Guerre de Cent Ans
Batailles
La prise de Verneuil est une victoire du roi de France Charles VII le 19 juillet 1449, dans le cadre de la reconquête de la Normandie, vers la fin de la guerre de Cent Ans.

## Contexte
La prise de la ville se situe à la fin de la guerre de Cent Ans. Après une grave défaite à Azincourt (1415) suivie d’une guerre civile entre Armagnacs et Bourguignons, le royaume de France prend l’avantage sur son adversaire anglais après l’épisode décisif de Jeanne d'Arc (1429-1431). Peu à peu, le roi de France conquiert les possessions continentales de son rival.

## Campagne de reconquête de la Normandie
Charles VII lance la reconquête de la Normandie en juillet 1449. Maître de Paris et officiellement réconcilié avec le duc Philippe de Bourgogne, Charles VII consacre la seconde partie de son règne à rétablir son autorité, en chassant définitivement les Anglais du royaume de France.
La reconquête du duché débute par la prise de la ville de Verneuil.

## Prise de la ville
Verneuil est prise grâce à la complicité d'un meunier, Jean Bertin, désireux de se venger de mauvais traitements subis de la part des soldats de la garnison. Propriétaire d'un moulin sis contre les murailles de la ville, le meunier fait pénétrer dans Verneuil, le dimanche 19 juillet 1449 au matin, une troupe française commandée par Pierre de Brézé, sénéchal de Poitou, le bailli d'Évreux et Jacques de Clermont.
Surprise, la garnison anglaise perd cent vingt hommes, tués ou fait prisonniers. Les autres Anglais se retirent hâtivement dans le château.
« Le lendemain, le meunier ôta une partie de l'eau des fossés du château, lequel fut assailli et défendu moult valeureusement, mais à la fin fut pris d'assaut, et il y eut moult belles armes faites et spécialement par le sénéchal.
Et là furent morts et pris plusieurs Anglais; les autres se retirèrent en grande hâte dans la tour Grise, laquelle était moult forte et imprenable tant qu'il y eut à manger dedans, car elle est haute et grosse, séparée du château, bien garnie et environnée de fossés pleins d'eau. »
Faute de vivres, les Anglais retranchés dans le château se rendent au bout d'un mois.

## Sources
- B. Zeller et A. Luchaire, Charles VII et la monarchie absolue (1438-1461), Paris - Librairie Hachette - 1886